# Белоопашата мангуста
Белоопашатата мангуста (Ichneumia albicauda) е хищен бозайник от семейство Мангустови и е най-големият му вид. Това е единственият представител на род Ichneumia.

## Географско разпространение и местообитания
Белоопашатата мангуста живее в по-голямата част от Африка на юг от пустинята Сахара, както и в южните части на Арабския полуостров. Обитава разнообразни хабитати, от полупустини до гористи савани, избягвайки изключително сухите пустинни региони или влажните региони като водосборния басейн на река Конго. Предпочитат местности с плътна растителна покривка, като покрайнините на горите и крайречни храсталаци.

## Подвидове
- I. a. albicauda
- I. a. dialeucos
- I. a. grandis
- I. a. haagneri
- I. a. ibeanus
- I. a. loandae
- I. a. loempo

## Физическо описание
Белоопашатата мангуста достига на тегло до 2,9 - 4.2 kg, има обща дължина на тялото и опашката от 53 - 71 cm, от която дължината на опашката е около 40 -47 cm. Краката ѝ са относително дълги като за мангуста. Главата е много издължена, тясна и заострена. Големите ѝ закръглени уши са разположени ниско от двете страни на главата.
Козината на тялото ѝ варира от жълтеникаво до кафеникаво, с дълги бели защитни ивици, даващи ѝ цялостно сивкав, прошарен вид. Предните и задните крайници са черни в долната си част. В основата си голямата ѝ пухкава опашка е кафеникаво-жълта, а в края, където е заострена, е бяла на цвят. Дължината на опашката може да представлява до 40% от общата дължина на тялото. Мангустата от този вид няма косми по горната устна и по ходилата. Женските имат четири сукални зърна.

## Хранене
Белоопашатата мангуста се храни основно с насекоми, но и с разнообразна друга храна. В менюто ѝ преобладават скакалците, бръмбарите и щурците. Яде още плъхове, мишки, земеровки, гущери, змии и малки птички, както и понякога – дребни и по-едри плодове. Яде и птичи яйца, като ги поставя между задните си крайници и ги счупва с камък или друг твърд предмет. В местности с птичи ферми мангустите нападат и домашните птици.

## Поведение
Мангустите от този вид са предимно нощни животни. Денем отпочиват в изоставени леговища, термитници, или кухини между корени на дърветата. Средната площ на територията им е 0,97 km² при мъжките и 0,64 km² при женските. Териториите на мъжките не се припокриват, но що се отнася до тези двата пола, те се припокриват чувствително. Женските живеят или сами, или с последното си поколение, или в малка група с други женски и техните поколения, въпреки че не се социализират помежду си. Въпреки че споделят обща територия, те търсят храна самостоятелно. В голямата част от времето белоопашатите мангусти водят отшелнически начин на живот, но се събират по време на размножителния период. Не водят номадски начин на живот, освен когато трябва да установят своя нова територия далеч от територията, обитавана от майката.
Белоопашатите мангусти са много гласовити, издават необичайни звуци подобни на лай, свързвани с поведението при размножаване. Когато се почувстват застрашени, излъчват секрет с неприятна миризма от жлези, разположени близо до ануса. За разлика от други мангусти, те не стоят на задните си крака.

## Размножаване
Липсва достатъчно информация за размножаването на белоопашатите мангусти. Най-често котила с новородени мангусти са забелязвани между месеците февруари и май, и никога — през месеците от август до ноември. Това може да означава, че видът се размножава само веднъж през годината. Малките биват отбивани от кърмене на 9-месечна възраст и приблизително по същото време напускат дома и се разпръскват. Предполага се, че полова зрялост се достига преди навършването на втората година и че периодът на бременността трае около 60 дни.